# Heide Loebers
Heide Loebers ist eine ehemalige deutsche Nationalspielerin in der Boulespiel-Sportart Pétanque im Deutschen Boccia-, Boule- und Pétanque-Verband. Sie ist deutsche Meisterin und war Teilnehmerin bei Weltmeisterschaften.

## Karriere
Loebers spielt seit den 1980er Jahren bei den Heidelberger Boule-Spielern und 2007 und 2008 in der Pétanque-Bundesliga. Bei diesem Verein war sie mehrere Jahrzehnte 1. Vorsitzende.
Sie ist Rechtshänderin und spielt bevorzugt die Spielposition Pointeur (Vorlegerin).
Im Jahr 2002 war sie Teilnehmerin bei den Weltmeisterschaften. Loebers ist 1984 ein Gründungsmitglied des Deutschen Pétanque-Verbands (DPV) und wurde 2015 für ihre Verdienste mit der Goldenen Ehrennadel ausgezeichnet.

## Erfolge
(Quelle:)
- 1988: 3. Platz Deutsche Meisterschaft  Triplette zusammen mit Günther Nastansky und Rainer Negrelli
- 2001: 2. Platz Deutsche Meisterschaft Doublette mixte zusammen mit Christian Groß
- 2004: 3. Platz Deutsche Meisterschaft Doublette Frauen zusammen mit Susanne Fleckenstein
- 2009: 1. Platz Deutsche Meisterschaft Triplette Frauen zusammen mit Sabine Amelung und Carsta Glaser[8]
- 2016: 3. Platz Deutsche Meisterschaft Triplette Frauen zusammen mit Karin Voigtländer und Diane McPeak-Ferkinghof[9]

## Privates
Loebers ist Rentnerin, war von Beruf Lehrerin und wohnt in Heidelberg.